# 下河原 (伊丹市)
下河原（しもがわら）は、兵庫県伊丹市の町名。現行の行政地名は住居表示実施済みの下河原一丁目から下河原三丁目と住居表示未実施の大字下河原に分かれている。2011年（平成23年）10月1日現在の人口は587人。郵便番号664-0832。

## 地理
伊丹市東部。北を大阪府池田市ダイハツ町、東を池田市豊島南、南を小阪田、南西を大字中村、西を北伊丹、北西を川西市東久代と接する。
住居表示未実施の大字下河原には猪名川に架橋された軍行橋一帯の越ケ井（こしがい）、軍行橋の南東部にあり江原川と箕面川の合流点となっている西石塚（にしいしづか）、大阪国際空港の北側に並ぶ格納庫のうち兵庫県警航空隊・毎日新聞社・読売新聞大阪本社の格納庫部分に当たる飛地の牛食（うしばみ）などの小字がある。
全域が伊丹市立緑丘小学校および東中学校の校区に属する。

## 歴史
旧摂津国川辺郡下河原村。江戸時代には猪名川下流の伊丹郷町で醸造に使われる米が中村で精白され、下河原の渡し場より伊丹へ送られていた。西国街道は当地で猪名川を隔てていたが、架橋はされず対岸の北村までは徒歩か渡船を利用しての往来が普通であったとされる。1784年（天明4年）には下流の戸之内村（現在の尼崎市戸ノ内町）まで猪名川高瀬通船の航路が開かれた。
1889年（明治22年）、町村制施行に伴い川辺郡神津村の大字下河原となる。2001年（平成13年）8月、住居表示を実施して新たに下河原1〜3丁目の町丁が設定された。

### 地名の由来
不明。猪名川の下流に位置する河川敷であることに由来か。

## 交通
域内に鉄道は通っておらず、JR西日本福知山線の北伊丹駅が最寄りの鉄道駅となる。下河原1丁目と2丁目の境界部分を国道171号線が走っており、伊丹市バスでは下河原停留所を町内に設置している。

## 施設
- エアフロントオアシス下河原
- 下河原ふれあい会館
- 浄源寺